# Zemeljska posadka
Zemeljska posadka (ang. Groundcrew) je v letalstvu podporno osebje, ki oskrbuje letalo na tleh v nasprotju z letalsko posadko (Aircrew), ki operira s plovilom v zraku. Termin se uporablja, tako v civilnem, kot tudi v vojaškem letalstvu. 
V civilnem letastvu, zemeljsko posadko sestavljajo tehniki letalskega trupa in letalskih motorjev, tehniki letalske elektronike, operateji nakladlane ploščadi, osebje podpore potnikom in letalski dispečer. Zemeljska posadka je odgovorna za odstranjevenje odpadkov iz letalske steze, ki so posledica letalskega prometa in bi lahko zašli v kritične dele plovila z namenom preprečitve poškodb plovil. Zemeljska posadka  vizulano pregleda asfaltne površine ter odstani najdene predmete. To običajno stori pred prihodom ali odhodom letala, angleški izraz za to je FOD Walk.